# Mistrovství světa v orientačním běhu 2004
21. Mistrovství světa v orientačním běhu proběhlo ve Švédsku s centrem ve městě Västerås a termínu 11.–19. září 2004. Šlo o jednadvacáté mistrovství světa a třetí pořádané Švédským svazem orientačního běhu (SOFT - Svenska Orienteringsförbundet). Našim nejlepším závodníkem na tomto mistrovství světa byl Michal Jedlička, v longu skončil na 15. místě a závodnicí Dana Brožková, která skončila v longu na 8. místě.

## Program závodů
| Den       | Závod                | Centrum závodu |
| --------- | -------------------- | -------------- |
| 12. srpna | Kvalifikace – Long   | Västervala     |
| 13. srpna | Kvalifikace – Middle | Larslund       |
| 15. srpna | Kvalifikace – Sprint | Västerås       |
| 15. srpna | Finále – Sprint      | Västervala     |
| 16. srpna | Finále – Long        | Västervala     |
| 18. srpna | Finále – Middle      | Häplinge       |
| 19. srpna | Štafety              | Häplinge       |

Nominační závody české reprezentace se konaly ve Švédsku u měst Kolsva, Köping a v Norbergu.

Za ČR byli nominovaní:
Muži – Michal Horáček (VSK Slavia TU Liberec), Michal Jedlička (TJ Slavia Hradec Králové), Vladimír Lučan (Dukla Liberec), Radek Novotný (OK 99 Hradec Králové), Rudolf Ropek (Dukla Liberec), Michal Smola (Sportovní klub orientačního běhu Zlín)

Ženy – Dana Brožková (Sportcentrum Jičín), Vendula Klechová (TJ Tesla Brno), Zuzana Macúchová (TJ Tesla Brno), Iva Navrátilová (OK 99 Hradec Králové), Zuzana Stehnová (TJ Slavia Hradec Králové), Zdenka Stará (TJ Tesla Brno), Marta Štěrbová (Lokomotiva Pardubice)

## Výsledky – sprint
| Muži                                                                                           | Muži                                                                                           | Muži                                                                                           | Muži                                                                                           | Muži                                                                                           | Ženy                                                                                           | Ženy                                                                                           | Ženy                                                                                           | Ženy                                                                                           | Ženy                                                                                           |
| ---------------------------------------------------------------------------------------------- | ---------------------------------------------------------------------------------------------- | ---------------------------------------------------------------------------------------------- | ---------------------------------------------------------------------------------------------- | ---------------------------------------------------------------------------------------------- | ---------------------------------------------------------------------------------------------- | ---------------------------------------------------------------------------------------------- | ---------------------------------------------------------------------------------------------- | ---------------------------------------------------------------------------------------------- | ---------------------------------------------------------------------------------------------- |
| - Traťové parametry: 3,06 km, 12 kontrol, převýšení 95 m - Mapa: Villa Utsikten 1:4000 E 2,5 m | - Traťové parametry: 3,06 km, 12 kontrol, převýšení 95 m - Mapa: Villa Utsikten 1:4000 E 2,5 m | - Traťové parametry: 3,06 km, 12 kontrol, převýšení 95 m - Mapa: Villa Utsikten 1:4000 E 2,5 m | - Traťové parametry: 3,06 km, 12 kontrol, převýšení 95 m - Mapa: Villa Utsikten 1:4000 E 2,5 m | - Traťové parametry: 3,06 km, 12 kontrol, převýšení 95 m - Mapa: Villa Utsikten 1:4000 E 2,5 m | - Traťové parametry: 2,56 km, 11 kontrol, převýšení 80 m - Mapa: Villa Utsikten 1:4000 E 2,5 m | - Traťové parametry: 2,56 km, 11 kontrol, převýšení 80 m - Mapa: Villa Utsikten 1:4000 E 2,5 m | - Traťové parametry: 2,56 km, 11 kontrol, převýšení 80 m - Mapa: Villa Utsikten 1:4000 E 2,5 m | - Traťové parametry: 2,56 km, 11 kontrol, převýšení 80 m - Mapa: Villa Utsikten 1:4000 E 2,5 m | - Traťové parametry: 2,56 km, 11 kontrol, převýšení 80 m - Mapa: Villa Utsikten 1:4000 E 2,5 m |
| Umístění                                                                                       | Země                                                                                           | Jméno                                                                                          | Čas                                                                                            | Ztráta                                                                                         | Umístění                                                                                       | Země                                                                                           | Jméno                                                                                          | Čas                                                                                            | Ztráta                                                                                         |
|                                                                                                | Švédsko                                                                                        | Niklas Jonasson                                                                                | 0:13:06                                                                                        |                                                                                                |                                                                                                | Švýcarsko                                                                                      | Simone Niggli-Luderová                                                                         | 0:12:32                                                                                        |                                                                                                |
|                                                                                                | Švédsko                                                                                        | Håkan Eriksson                                                                                 | 0:13:09                                                                                        | + 0:00:03                                                                                      |                                                                                                | Švédsko                                                                                        | Karolina Arewång-Höjsgaardová                                                                  | 0:13:01                                                                                        | + 0:00:29                                                                                      |
|                                                                                                | Ukrajina                                                                                       | Jurij Omeltsjenko                                                                              | 0:13:09                                                                                        | + 0:00:03                                                                                      |                                                                                                | Norsko                                                                                         | Elisabeth Ingvaldsenová                                                                        | 0:13:19                                                                                        | + 0:00:47                                                                                      |
|                                                                                                |                                                                                                |                                                                                                |                                                                                                |                                                                                                | 4                                                                                              | Česko                                                                                          | Dana Brožková                                                                                  | 0:13:21                                                                                        | + 0:00:49                                                                                      |
|                                                                                                |                                                                                                |                                                                                                |                                                                                                |                                                                                                | 26                                                                                             | Česko                                                                                          | Marta Štěrbová                                                                                 | 0:14:50                                                                                        | + 0:02:18                                                                                      |
|                                                                                                |                                                                                                |                                                                                                |                                                                                                |                                                                                                | 37                                                                                             | Česko                                                                                          | Zuzana Macúchová                                                                               | 0:15:59                                                                                        | + 0:03:27                                                                                      |

## Výsledky – krátká trať (Middle)
| Muži                                                                                    | Muži                                                                                    | Muži                                                                                    | Muži                                                                                    | Muži                                                                                    | Ženy                                                                                     | Ženy                                                                                     | Ženy                                                                                     | Ženy                                                                                     | Ženy                                                                                     |
| --------------------------------------------------------------------------------------- | --------------------------------------------------------------------------------------- | --------------------------------------------------------------------------------------- | --------------------------------------------------------------------------------------- | --------------------------------------------------------------------------------------- | ---------------------------------------------------------------------------------------- | ---------------------------------------------------------------------------------------- | ---------------------------------------------------------------------------------------- | ---------------------------------------------------------------------------------------- | ---------------------------------------------------------------------------------------- |
| - Traťové parametry: 6,3 km, ? kontrol, převýšení ? m - Mapa: Lappslätten 1:10000 E 5 m | - Traťové parametry: 6,3 km, ? kontrol, převýšení ? m - Mapa: Lappslätten 1:10000 E 5 m | - Traťové parametry: 6,3 km, ? kontrol, převýšení ? m - Mapa: Lappslätten 1:10000 E 5 m | - Traťové parametry: 6,3 km, ? kontrol, převýšení ? m - Mapa: Lappslätten 1:10000 E 5 m | - Traťové parametry: 6,3 km, ? kontrol, převýšení ? m - Mapa: Lappslätten 1:10000 E 5 m | - Traťové parametry: 5,26 km, ? kontrol, převýšení ? m - Mapa: Lappslätten 1:10000 E 5 m | - Traťové parametry: 5,26 km, ? kontrol, převýšení ? m - Mapa: Lappslätten 1:10000 E 5 m | - Traťové parametry: 5,26 km, ? kontrol, převýšení ? m - Mapa: Lappslätten 1:10000 E 5 m | - Traťové parametry: 5,26 km, ? kontrol, převýšení ? m - Mapa: Lappslätten 1:10000 E 5 m | - Traťové parametry: 5,26 km, ? kontrol, převýšení ? m - Mapa: Lappslätten 1:10000 E 5 m |
| Umístění                                                                                | Země                                                                                    | Jméno                                                                                   | Čas                                                                                     | Ztráta                                                                                  | Umístění                                                                                 | Země                                                                                     | Jméno                                                                                    | Čas                                                                                      | Ztráta                                                                                   |
|                                                                                         | Francie                                                                                 | Thierry Gueorgiou                                                                       | 0:32:46                                                                                 |                                                                                         |                                                                                          | Norsko                                                                                   | Hanne Staffová                                                                           | 0:33:03                                                                                  |                                                                                          |
|                                                                                         | Rusko                                                                                   | Valentin Novikov                                                                        | 0:33:07                                                                                 | + 0:00:21                                                                               |                                                                                          | Rusko                                                                                    | Taťána Rjabkinová                                                                        | 0:33:15                                                                                  | + 0:00:12                                                                                |
|                                                                                         | Norsko                                                                                  | Anders Nordberg                                                                         | 0:33:12                                                                                 | + 0:00:26                                                                               |                                                                                          | Finsko                                                                                   | Heli Jukkolaová                                                                          | 0:33:30                                                                                  | + 0:00:27                                                                                |
| 31.                                                                                     | Česko                                                                                   | Michal Smola                                                                            | 0:40:04                                                                                 | + 0:07:18                                                                               | 21.                                                                                      | Česko                                                                                    | Vendula Klechová                                                                         | 0:40:49                                                                                  | + 0:07:46                                                                                |
|                                                                                         |                                                                                         |                                                                                         |                                                                                         |                                                                                         | 24.                                                                                      | Česko                                                                                    | Zuzana Stehnová                                                                          | 0:41:33                                                                                  | + 0:08:30                                                                                |
|                                                                                         |                                                                                         |                                                                                         |                                                                                         |                                                                                         | 26.                                                                                      | Česko                                                                                    | Iva Navrátilová                                                                          | 0:42:11                                                                                  | + 0:09:08                                                                                |

## Výsledky – klasická trať (Long)
| Muži                                                                                         | Muži                                                                                         | Muži                                                                                         | Muži                                                                                         | Muži                                                                                         | Ženy                                                                                         | Ženy                                                                                         | Ženy                                                                                         | Ženy                                                                                         | Ženy                                                                                         |
| -------------------------------------------------------------------------------------------- | -------------------------------------------------------------------------------------------- | -------------------------------------------------------------------------------------------- | -------------------------------------------------------------------------------------------- | -------------------------------------------------------------------------------------------- | -------------------------------------------------------------------------------------------- | -------------------------------------------------------------------------------------------- | -------------------------------------------------------------------------------------------- | -------------------------------------------------------------------------------------------- | -------------------------------------------------------------------------------------------- |
| - Traťové parametry: 17,11 km, 28 kontrol, převýšení 610 m - Mapa: Västervåla 1:15 000 E 5 m | - Traťové parametry: 17,11 km, 28 kontrol, převýšení 610 m - Mapa: Västervåla 1:15 000 E 5 m | - Traťové parametry: 17,11 km, 28 kontrol, převýšení 610 m - Mapa: Västervåla 1:15 000 E 5 m | - Traťové parametry: 17,11 km, 28 kontrol, převýšení 610 m - Mapa: Västervåla 1:15 000 E 5 m | - Traťové parametry: 17,11 km, 28 kontrol, převýšení 610 m - Mapa: Västervåla 1:15 000 E 5 m | - Traťové parametry: 11,02 km, 25 kontrol, převýšení 475 m - Mapa: Västervåla 1:15 000 E 5 m | - Traťové parametry: 11,02 km, 25 kontrol, převýšení 475 m - Mapa: Västervåla 1:15 000 E 5 m | - Traťové parametry: 11,02 km, 25 kontrol, převýšení 475 m - Mapa: Västervåla 1:15 000 E 5 m | - Traťové parametry: 11,02 km, 25 kontrol, převýšení 475 m - Mapa: Västervåla 1:15 000 E 5 m | - Traťové parametry: 11,02 km, 25 kontrol, převýšení 475 m - Mapa: Västervåla 1:15 000 E 5 m |
| Umístění                                                                                     | Země                                                                                         | Jméno                                                                                        | Čas                                                                                          | Ztráta                                                                                       | Umístění                                                                                     | Země                                                                                         | Jméno                                                                                        | Čas                                                                                          | Ztráta                                                                                       |
|                                                                                              | Norsko                                                                                       | Bjornar Valstad                                                                              | 1:45:25                                                                                      |                                                                                              |                                                                                              | Švýcarsko                                                                                    | Karolina Arewång-Höjsgaardová                                                                | 1:22:25                                                                                      |                                                                                              |
|                                                                                              | Švýcarsko                                                                                    | Mattias Karlsson                                                                             | 1:45:57                                                                                      | + 0:00:32                                                                                    |                                                                                              | Norsko                                                                                       | Hanne Staffová                                                                               | 1:23:26                                                                                      | + 0:01:01                                                                                    |
|                                                                                              | Norsko                                                                                       | Holger Hott Johansen                                                                         | 1:47:00                                                                                      | + 0:01:35                                                                                    |                                                                                              | Finsko                                                                                       | Marika Mikkolaová                                                                            | 1:23:51                                                                                      | + 0:01:26                                                                                    |
| 15.                                                                                          | Česko                                                                                        | Michal Jedlička                                                                              | 1:54:45                                                                                      | + 0:09:20                                                                                    | 8.                                                                                           | Česko                                                                                        | Dana Brožková                                                                                | 1:24:25                                                                                      | + 0:02:00                                                                                    |
| 24.                                                                                          | Česko                                                                                        | Radek Novotný                                                                                | 1:59:57                                                                                      | + 0:14:32                                                                                    | 26.                                                                                          | Česko                                                                                        | Zdenka Stará                                                                                 | 1:37:18                                                                                      | + 0:14:53                                                                                    |
|                                                                                              |                                                                                              |                                                                                              |                                                                                              |                                                                                              | 38.                                                                                          | Česko                                                                                        | Zuzana Stehnová                                                                              | 1:47:10                                                                                      | + 0:24:45                                                                                    |

## Výsledky štafetového závodu
| Muži                                                                                 | Muži                                                                                 | Muži                                                                                 | Muži                                                                                 | Muži                                                                                 | Ženy                                                                                 | Ženy                                                                                 | Ženy                                                                                 | Ženy                                                                                 | Ženy                                                                                 |
| ------------------------------------------------------------------------------------ | ------------------------------------------------------------------------------------ | ------------------------------------------------------------------------------------ | ------------------------------------------------------------------------------------ | ------------------------------------------------------------------------------------ | ------------------------------------------------------------------------------------ | ------------------------------------------------------------------------------------ | ------------------------------------------------------------------------------------ | ------------------------------------------------------------------------------------ | ------------------------------------------------------------------------------------ |
| - Parametry : 8,15–8,5 km, ? kontrol, převýšení ? m - Mapa: Häpplinge 1:10 000 E 5 m | - Parametry : 8,15–8,5 km, ? kontrol, převýšení ? m - Mapa: Häpplinge 1:10 000 E 5 m | - Parametry : 8,15–8,5 km, ? kontrol, převýšení ? m - Mapa: Häpplinge 1:10 000 E 5 m | - Parametry : 8,15–8,5 km, ? kontrol, převýšení ? m - Mapa: Häpplinge 1:10 000 E 5 m | - Parametry : 8,15–8,5 km, ? kontrol, převýšení ? m - Mapa: Häpplinge 1:10 000 E 5 m | - Parametry : 6,15–6,3 km, ? kontrol, převýšení ? m - Mapa: Häpplinge 1:10 000 E 5 m | - Parametry : 6,15–6,3 km, ? kontrol, převýšení ? m - Mapa: Häpplinge 1:10 000 E 5 m | - Parametry : 6,15–6,3 km, ? kontrol, převýšení ? m - Mapa: Häpplinge 1:10 000 E 5 m | - Parametry : 6,15–6,3 km, ? kontrol, převýšení ? m - Mapa: Häpplinge 1:10 000 E 5 m | - Parametry : 6,15–6,3 km, ? kontrol, převýšení ? m - Mapa: Häpplinge 1:10 000 E 5 m |
| Umístění                                                                             | Země                                                                                 | Jméno                                                                                | Čas                                                                                  | Ztráta                                                                               | Umístění                                                                             | Země                                                                                 | Jméno                                                                                | Čas                                                                                  | Ztráta                                                                               |
|                                                                                      | Norsko                                                                               | Bjørnar Valstad Øystein Kristiansen Jørgen Rostrup                                   | 2:08:08                                                                              |                                                                                      |                                                                                      | Švédsko                                                                              | Gunilla Svärdová Jenny Johanssonová Karolina A Höjsgaardová                          | 1:53:41                                                                              |                                                                                      |
|                                                                                      | Rusko                                                                                | Mikhail Mamlejev Andrej Chramov Valentin Novikov                                     | 2:08:12                                                                              | + 0:00:04                                                                            |                                                                                      | Finsko                                                                               | Marika Mikkolaová Minna Kauppiová Heli Jukkolaová                                    | 1:53:43                                                                              | + 0:00:02                                                                            |
|                                                                                      | Švédsko                                                                              | Mattias Karlsson Emil Wingstedt Niclas Jonasson                                      | 2:08:13                                                                              | + 0:00:05                                                                            |                                                                                      | Norsko                                                                               | Birgitte Husebyeová Elisabeth Ingvaldsenová Hanne Staffová                           | 1:55:34                                                                              | + 0:01:53                                                                            |
| 11.                                                                                  | Česko                                                                                | Michal Smola Radek Novotný Michal Jedlička                                           | 2:15:48                                                                              | + 0:07:40                                                                            | 9.                                                                                   | Česko                                                                                | Vendula Klechová Zdenka Stará Dana Brožková                                          | 2:07:25                                                                              | + 0:13:44                                                                            |

## Medailová klasifikace podle zemí
Úplná medailová tabulka:
| Medailová klasifikace podle zemí | Medailová klasifikace podle zemí | Medailová klasifikace podle zemí | Medailová klasifikace podle zemí | Medailová klasifikace podle zemí | Medailová klasifikace podle zemí |
| Umístění                         | Země                             | Zlato                            | Stříbro                          | Bronz                            | Součet                           |
| -------------------------------- | -------------------------------- | -------------------------------- | -------------------------------- | -------------------------------- | -------------------------------- |
|                                  | Švédsko                          | 3                                | 3                                | 1                                | 7                                |
|                                  | Norsko                           | 3                                | 2                                | 3                                | 8                                |
|                                  | Francie                          | 1                                | –                                | –                                | 1                                |
|                                  | Švýcarsko                        | 1                                | –                                | –                                | 1                                |
| 5.                               | Rusko                            | –                                | 3                                | –                                | 3                                |
| 6.                               | Finsko                           | –                                | 1                                | 2                                | 3                                |
| 7.                               | Ukrajina                         | –                                | 1                                | –                                | 1                                |